# 檀山流
檀山流（だんざんりゅう）は、主にアメリカ合衆国で普及している柔術。

## 概要
明治時代に生まれた柔術家の岡崎星史郎によって創始された、比較的新しい流派である。「檀山」とはハワイを意味する。
岡崎はハワイで柔術を広め、弟子たちがアメリカ本土に渡ったため、アメリカ合衆国で広く行われており、同地では主に護身術として行われている。日本ではマイナーな流派であり、専門に教えている道場もないが、1997年現在、電気通信大学の「柔術研究会」で指導されている。指導者はアメリカに滞在経験があり、ネバダ大学リノ校のあるネバダ州リノにて6年間学んだという。

## 歴史
創始者の岡崎星史郎は1890年に福島県伊達郡掛田町で生まれた。その後1906年(明治39年)にハワイ島のヒロに移住していたが、1909年に肺結核にかかってしまう。病に立ち向かうために体力を付けようと考えた岡崎は、1910年に現地で柔術を教えていたヒロ心勇会に入会した。ここで顧問を務める田中吉松から楊心流を学んだ。また同会の心明心揚流の笹井才助、斎法院流の堀本春治などの師範に就いて修行した。
めきめきと腕を上げた岡崎は病も奇跡的に克服しヒロ心勇会の柔術に加え空手、エスクリマ等も学び、それらを体系化して檀山流柔術を創始する。
1922年にはヘビー級チャンピオンのモリスというプロボクサーと試合を行い、岡崎は鼻を折られながらも逆腕固めで腕を折って勝利し、現地の日系人社会から金時計を贈られる。1924年(大正13年)には一度帰国し、北は盛岡から南は鹿児島まで50余ヵ所もの道場を回り675手を学ぶ。講道館にも立ち寄り、この際嘉納治五郎から黒帯を得ている。
1925年にヒロからマウイ島へ移住し、1929年にはホノルルで「岡崎整復術院」（ニッコウ回復療養所）を開業するかたわら「古傳館」（こでんかん）という道場を開き柔術を指導した。1936年には「アメリカン柔術ギルド」（後のアメリカン柔術インスティテュート、AJI）を設立する。
第二次世界大戦中には拘留される代わりに米軍の徒手格闘マニュアルの製作に協力した。1948年にはシグ・カフラスを初めとする十名に「特別奥義稽古」を行い、「皆伝書」と「師範」の称号を与えた。この「特別奥義稽古」は10年に1度行なわれる予定であったが、1951年に岡崎が死去したため、結局1度しか行われることはなかった。
カフラスは1960年に本土に渡り、1965年までAJIの会長を務めた。その後分派が進み、「アメリカ柔術連盟」（AJJF）、「スモール・サイクル・ジュージュツ」、「古傳館有段者会」、「初心会」、「柔術インスティテュート・オフ・アメリカ」など多くの組織が成立した。こうした中、流派を一つにまとめる目的で1993年に「奥義稽古」が再現され、各会派から24人の指導者が参加している。　

## 技術
体系は基本的に日本の古流柔術と似た体系である。初学者はまず受け身を習うことから始め、型稽古を通じて技術を錬りながら乱取りなどを行い技を磨く。檀山流は護身術としての色合いが濃い事から柔道に比べて危険な技が多く、当身も稽古する。また、対武器の技術も日常的に稽古されている。
流れるような変化技、連絡技も特徴である。この動きを学ぶため、乱捕りでも柔道のような「分かれ」は少なく、ひたすら技をかけ続ける。型の中でも技を懸けた後に連続して攻撃を加える表現がなされているものがある。
技術体系は以下の通り。型などの名称については可読性の観点から日本語で表記しているが、現地ではローマ字で表記されているため新しく制定された型については細かい日本語表記が不明なものもある。また、会派によっても表記が異なる場合がある。

### 初伝
やわら
手業を学ぶ型。20の型が存在する。
片手外一、片手外二、両手外、諸手外、指捕外、
紅葉外、両襟外、指捕、諸指捕、片手捕、
両手捕、手頚捕一、手頚捕二、衣紋捕、両襟捕、
握手小手捕、握手腕捕、握手小手巻捕、首抜絞、羽交絞
投手
投げ技を学ぶ型。投ノ型とも。20の型が存在する。
出足掃、支足、送掃、外鎌、内鎌、
外股掃、内股掃、大腰、移腰、背負投、
後腰、背負腰、釣込足、掃腰、跳腰
浮落、巻込、蟹捨、巴投、山荒
絞手
絞め技を学ぶ型。絞ノ型とも。25の型が存在する。
襟固、肩固、十字固、四方固、三角固、後固、並十字絞
逆十字絞、一文字絞、突込絞、裸絞一、裸絞二、裸絞三
抱首絞、押髪絞、小手絞、手刀絞、胴絞、足搦絞
足刀絞、足指絞、股絞、鹿ノ一足絞、枝垂藤絞、龍巻絞
幼年部ノ型
投げ技を中心とし、15の型からなる。
出足掃、支足、送掃、外鎌、内鎌
外股拂、内股拂、大腰、背負投
背負腰、釣込腰、掃腰、跳腰、巻込、巴投

### 中伝
奥ノ手
より発展的な技術を学ぶ段階。25の型がある。
出足早刀、大腰早刀、背負早刀、乗身、隅返
水潜、前山蔭、込入、小手返、逆抜、逆手投
本巴、片手巴、手搦、逆手搦、小手搦、小車
虎投、虎擔、荒落、引落、杵擔、睾擔、風車、地獄落
気合ノ巻
気合の錬成のために割リ箸折、唐竹割、腹上石割、白刃渡を行うほか、武器術（鉄扇ノ巻、短刀ノ巻、大刀ノ巻、棒ノ巻、短銃ノ巻）、そして当身とその対処法を学ぶ。短銃ノ巻にはのちにAJJFによって「ウシロハズシ一」「ウシロハズシ二」「マワリハズシ」の3つの型が加えられた。1976年には「蹴手」「受手」「当身」「半棒ノ巻」が加えられた。
護身術
28の型がある。
婦人護身ノ型
女性の護身用の型。35の型がある。

防ギ術
護身術。25の型がある。
警察捕手
逮捕術の型。120の型がある。

### 奥伝
信任ノ巻
35の型がある。一時AJJFが36番目の型として「サンニンハズシ」（三人外し？）を加えたが、現在その型は「護身術」に含まれている。
信用ノ巻
「心陽ノ巻」とも。28の型がある。
信心ノ巻
35の型がある（会派によっては25、32の型のところもある）。「心人ノ巻」「心源ノ巻」「神人ノ巻」という表記を使う会派もある。

### 口伝
活法
元々は11の型からなる体系であったが、ロバート・レイシュによって35まで拡大された。

### 別伝
整復術
52の型がある。別伝として、柔術を学んでいないものにも教授されることがある。